# Mr. Universum
Mr. Universum är en årlig internationell tävling för kroppsbyggare, som hölls första gången 1948. Tävlingen ingår i Universe Championships, och organiseras av National Amateur Bodybuilders Association (NABBA).
Den mest kände Mr. Universum-vinnaren är Arnold Schwarzenegger som vunnit tävlingen fyra gånger.
Observera att det tidigare fanns en ytterligare tävling vid namn IFBB Mr. Universum, vilken organiserades av Internationella Bodybuildingförbundet (IFBB), den tävlingen bytte 1976 namn till World Amateur Bodybuilding Championships.

## Vinnare av Mr. Universum
| Year | Mr. Universum (amatör)       | Mr. Universum (Proffs)       | Miss Physique        | Miss Figure              |
| ---- | ---------------------------- | ---------------------------- | -------------------- | ------------------------ |
| 1948 | John Grimek                  |                              |                      |                          |
| 1949 | Ingen tävling                |                              |                      |                          |
| 1950 | Steve Reeves                 |                              |                      |                          |
| 1951 | Reg Park                     |                              |                      |                          |
| 1952 | Mohammed Nasr                | Juan Ferrero                 |                      |                          |
| 1953 | Bill Pearl                   | Arnold Dyson                 |                      |                          |
| 1954 | Enrico Thomas                | Jim Park                     |                      |                          |
| 1955 | Mickey Hargitay              | Leo Robert                   |                      |                          |
| 1956 | Ray Schaeffer                | Jack Dellinger               |                      |                          |
| 1957 | John Lees                    | Arthur Robin                 |                      |                          |
| 1958 | Earl Clark                   | Reg Park                     |                      |                          |
| 1959 | Len Sell                     | Bruce Randall                |                      |                          |
| 1960 | Henry Downs                  | Paul Wynter                  |                      |                          |
| 1961 | Ray Routledge                | Bill Pearl                   |                      |                          |
| 1962 | Joe Abbenda                  | Len Sell                     |                      |                          |
| 1963 | Tom Sansome                  | Joe Abbenda                  |                      |                          |
| 1964 | John Hewlett                 | Earl Maynard                 |                      |                          |
| 1965 | Elmo Santiago                | Reg Park                     |                      |                          |
| 1966 | Chester Yorton               | Paul Wynters                 | Elizabeth Lamb       |                          |
| 1967 | Arnold Schwarzenegger        | Bill Pearl                   | Kathleen Winstanley  |                          |
| 1968 | Dennis Tinerino              | Arnold Schwarzenegger        | Silvia Hibbert       |                          |
| 1969 | Boyer Coe                    | Arnold Schwarzenegger        | Jean Galston         |                          |
| 1970 | Frank Zane                   | Arnold Schwarzenegger        | Christine Zane       |                          |
| 1971 | Ken Waller                   | Bill Pearl                   | Linda Thomas         |                          |
| 1972 | Elias Petsas                 | Frank Zane                   | Christine Charles    |                          |
| 1973 | Chris Dickerson              | Boyer Coe                    | Jean Galston         |                          |
| 1974 | Roy Duval                    | Chris Dickerson              | Linda Cheesman       |                          |
| 1975 | Ian Lawrence                 | Boyer Coe                    | Linda Cheesman       |                          |
| 1976 | Sigeru Sugita                | Serge Nubret                 | Cindy Breakspear     |                          |
| 1977 | Bertil Fox                   | Tony Emmot                   | Bridget Gibbons      |                          |
| 1978 | Dave Johns                   | Bertil Fox                   | Sandra Kong          |                          |
| 1979 | Ahmet Enünlü                 | Bertil Fox                   | Karen Griffiths      |                          |
| 1980 | Bill Richardson              | Tony Pearson                 | Erika Mes            |                          |
| 1981 | John Brown                   | Robby Robinson               | Jocelyn Pigeonneau   |                          |
| 1982 | John Brown                   | Edward Kawak                 | Jocelyn Pigeonneau   |                          |
| 1983 | Jeff King                    | Edward Kawak                 | Mary Scott           |                          |
| 1984 | Brian Buchanan               | Edward Kawak                 | Mary Scott           |                          |
| 1985 | Tim Belknap                  | Edward Kawak                 | Jocelyn Pigeonneau   |                          |
| 1986 | Marcel Brugmans              | Lance Dreher                 | Monika Steiner       | Heidi Thomas             |
| 1987 | Basil Frances                | Olaf Annus                   | Connie McClosky      | Sonia Walker             |
| 1988 | Victor Terra                 | Charles Clairmonte           | Lisa Campbell        | Sarah Staunton           |
| 1989 | Matt Dufresne                | Charles Clairmonte           | Tatjana Scholl       | Tracey Citrone           |
| 1990 | Peter Reid                   | Dino Cajo                    | Monika Debatin       | Browny OBrien            |
| 1991 | Reiner Gorbracht             | Dino Cajo                    | Ute Geisel           | Helen Maderson           |
| 1992 | Mustafa Mohammad             | Dino Cajo                    | Bernadette Price     | Anita Lawrence           |
| 1993 | Dennis Francis               | Edward Kawak                 | Deborah Compton      | Susana Perez             |
| 1994 | Nick van Beeck               | John Terilli                 | Kathy Butler-Corish  | Susana Perez             |
| 1995 | Grant Clemesha               | Brian Buchanan               | Kathy Butler-Corish  | Susana Perez             |
| 1996 | Frederico Focherini          | Shaun Davis                  | Billie Kaine         | Pina Theodoridis         |
| 1997 | Grant Thomas                 | Eddy Ellwood                 | Patricia Veldmann    | Claudia Mühlhaus         |
| 1998 | Gary Lister                  | Eddy Ellwood                 | Julia Abel           | Pina Theodoridis         |
| 1999 | Franco Male                  | Eddy Ellwood                 | Taylor Young         | Giovanna Rosa            |
| 2000 | Sergei Ogorodnikov           | Eddy Ellwood                 | Olga Tikhonova       | Giovanna Rosa            |
| 2001 | Steffen Müller               | Eddy Ellwood                 | Anja Timmer          | Giovanna Rosa            |
| 2002 | Costantino Caleazzo, Italien | Gary Lister                  | Claudia Bianchi      | Giovanna Rosa            |
| 2003 | Hassan Al Saka, Syrien       | Gary Lister                  | Olga Tikhonova       | Cherie Loomes            |
| 2004 | Steve Sinton, Storbritannien | Hassan Al Saka, Syrien       | Sandra Waterschoot   | Lorena Bucci             |
| 2005 | Charles Mario, Italien       | Sergej Ogorodnikov, Ryssland | Desiree Dumpel       | Andrea Carvalho          |
| 2006 | Tomás Bures, Tjeckoslovakien | Steve Sinton, Skottland      | Olga Tikhonova       | Silvia Finocchi Ferreira |
| 2007 | Orazio Salvatori, Italien    | Graham Park                  | Alina Popa           | Andrea Carvalho          |
| 2008 | Lionel Beyeke, Frankrike     | Alessandro Savi, Italien     | Vivian Hijikema      | Maria Stukova            |
| 2009 | Martin Kasal                 | Alexej Netesanov             | Larissa Cunha        | Dora Rodrigues           |
| 2010 | Miha Zupan                   | Charles Mario                | Valentyna Yefyemchuk | Flora Conte              |